# Hào Cách
Hào Cách (chữ Hán: 豪格, tiếng Mãn: ᡥᠣᠣᡤᡝ, Möllendorff: Hooge, Abkai: Houge, 16 tháng 4 năm 1609 - 4 tháng 5 năm 1648), Ái Tân Giác La, là Hoàng trưởng tử của Thanh Thái Tông.
Ông là một trong những Thân vương góp công lớn trong việc đưa Thanh binh nhập quan, thống nhất Trung Quốc. Nhưng vì bị buộc tội ám sát Đa Nhĩ Cổn mà bị cách tước, giam giữ, sau ông tự sát trong ngục. Sau này ông được giải oan, truy phong Túc Thân vương, trở thành 1 trong 12 Thiết mạo tử vương của nhà Thanh.

## Thân thế
Hào Cách sinh vào giờ Tý, ngày 13 tháng 3 (âm lịch) năm Minh Vạn Lịch thứ 37 (1609), là con trai lớn nhất của Kế phi Ô Lạp Nạp Lạt thị. Ông là anh ruột của Lạc Cách (洛格) và Cố Luân Ngao Hán Công chúa (固倫敖漢公主).

## Cuộc đời

### Niên thiếu chinh chiến
Ông là con trai lớn nhất của Hoàng Thái Cực, từ rất sớm đã theo Thái Tông chinh thảo Mông Cổ, Sát Cáp Nhĩ, Ngạc Nhĩ Đa Tư, liên tiếp lập chiến công, được tổ phụ Nỗ Nhĩ Cáp Xích phong Bối Lặc.
Năm Thiên Mệnh thứ 11 (1626), ông cùng với Đại Bối lặc Đại Thiện chinh phạt Mông Cổ Trát Lỗ Đặc bộ. Tại trận chiến này, ông thể hiện cực kỳ xuất sắc, chính tay chém chết Trát Lỗ Đặc Bối lặc Ngạc Trai Đồ (鄂斋图).
Năm Thiên Thông nguyên niên (1627), Hoàng Thái Cực lên ngôi Đại Hãn của Hậu Kim, phát động trận Ninh Cẩm (宁锦之战). Hào Cách đại chiến và đánh bại cùng quân Minh ở Cẩm Châu, sau lại suất quân bảo vệ lương vận ở Tháp Sơn (塔山).
Năm thứ 2 (1628), ông cùng Bối lặc Tế Nhĩ Cáp Lãng chinh phạt Mông Cổ Cố Đặc Tháp Bố Nang (固特塔布囊), sau khi đánh bại hoàn toàn liền thu toàn bộ Bộ lạc.
Năm thứ 3 (1629), vì khó có thể công phá phòng tuyến tại Ninh Cẩm, Hoàng Thái Cực đích thân suất lĩnh quân Bát kỳ, đi đường vòng qua Mông Cổ, đột nhập vào nội địa. Cuộc chiến lần này Hào Cách cũng có tham gia, ông cùng Tam Bối lặc Mãng Cổ Nhĩ Thái bắt đầu tuần tra bến phà Thông Châu, quân Bát kỳ áp sát Kinh sư Bắc Kinh của nhà Minh. Bên ngoài Quảng Cừ môn (广渠门), ông suất lĩnh quân đánh tan viện binh của quân Minh từ Ninh, Cẩm chi viện đến. Sau đó, ông cùng các Bối lặc Nhạc Thác, Tát Cáp Liêm bao vây Vĩnh Bình ở phía đông Bắc Kinh, tấn công Hương Hà.
Năm thứ 5 (1631), trước khi diễn ra chiến dịch Đại Lăng Hà, Mãng Cổ Nhĩ Thái nhân cơ hội đã yêu cầu Hoàng Thái Cực bổ sung thêm tướng sĩ cho kỳ của mình nhưng đã bị Hoàng Thái Cực từ chối. Mãng Cổ Nhĩ Thái bất mãn không kiềm chế được mình đã cãi vã với Hoàng Thái Cực và ẩu đả với người em ruột của mình là Đức Cách Loại, người đã lên tiếng chỉ trích thái độ phạm thượng của ông. Tuy đây chỉ là một hành động bộc trực đặc trưng của các dân tộc du mục nhưng Hoàng Thái Cực nhân cớ đó để thực hiện việc đoạt quyền. Mãng Cổ Nhĩ Thái vì hận Hoàng Thái Cực tước binh quyền của mình nên đã liên kết với chị của mình là Mãng Cổ Tế âm mưu giết Hoàng Thái Cực nhưng chuyện bị bại lộ. Mãng Cổ Nhĩ Thái bị bắt giam và chết trong ngục, còn Mãng Cổ Tế thì bị xử lăng trì. Sau đó, Chính Lam kỳ không ai quản lý nên Hoàng Thái Cực liền giao lại cho con trai của mình là Hào Cách nắm giữ.
Năm thứ 6 (1632), ông lại theo đại quân thảo phạt Sát Cáp Nhĩ bộ, suất lĩnh quân đội tiến nhập biên cảnh nhà Minh, trắng trợn tiến công chiếm đóng các con đường ở Quy Hóa.Tháng 6, ông được phong Hòa Thạc Bối lặc (和硕贝勒).
Năm thứ 7 (1633), Hoàng Thái Cực trưng cầu ý kiến của các đại thần về việc đánh Minh triều, Triều Tiên, Sát Cáp Nhĩ, nên đánh địa phương nào trước. Hào Cách nói:
| “ | 我们应该先攻打明朝, 如果我们仅仅得到了锦州, 其他的城池却得不到, 那就会旷日持久, 恐怕会劳师疲众, 不利于我. 应该从蒙古绕道进入, 并且晓谕当地的各个明朝村落, 我们进入是因为他们的君主不肯和我们议和, 他们就会怨恨崇祯帝. 再采用更番法, 等到我们马肥的时候, 增加使用大炮, 一支人马出宁远, 一支人马出蒙古旧道, 夹攻明朝的山海关, 如果还不能攻下来, 就在附近屯兵并招致当地的流贼, 驻军在通州, 等到明军懈怠的时候再攻打他们. 如果那样的话, 朝鲜, 察哈尔就可以缓缓图之了. . Chúng ta nên đánh Minh triều trước, nếu như chúng ta chỉ chiếm được Cẩm Châu, những thành khác vẫn không chiếm được, kéo dài thời gian như vậy, chỉ làm binh lính mệt mỏi, bất lợi cho chúng ta. Hẳn là nên từ đi đường vòng từ Mông Cổ tiến vào, đồng thời hiểu dụ từng địa phương thôn xóm của Minh triều, rằng chúng ta tiến vào là vì quân chủ của họ không chịu nghị hòa, bọn họ sẽ oán hận Sùng Trinh Đế. Lại sử dụng phương pháp thay phiên nhau, cho đến khi thu hoạch được đủ, lại tăng thêm sử dụng đại pháo, một đạo nhân mã đi từ Ninh Viễn, một đạo nhân mã đi từ đường cũ Mông Cổ, đánh gọng kìm hai mặt vào Sơn Hải quan. Nếu như còn không thể đánh hạ, vậy thì đóng quân ngay tại phụ cận, thu thập những kẻ địa phương trộm chạy đến, trú quân ở Thông Châu, đợi đến lúc quân Minh buông lỏng rồi lại tiếp tục tấn công. Nếu nói như vậy, Triều Tiên và Sát Cáp Nhĩ có thể từ từ rồi tính. | ” |

Cách suy nghĩ của ông và Đa Đạc giống nhau, đều nhận được tán thưởng từ Hoàng Thái Cực. Vì vậy, tháng 8 cùng năm, quân Bát kỳ tấn công Sơn Hải quan.
Năm thứ 8 (1634), ông theo Hoàng Thái Cực từ Tuyên Phủ (宣府) thẳng đến Sóc Châu. Ông cùng Dương Cổ Lợi (扬古利) cùng nhau phá hủy biên tường của nhà Minh, lại chia quân ra từ Thượng Phương bảo (尚方堡) tiến vào nội địa, tấn công Sóc Châu cùng Ngũ Đài sơn. Sau ông lại theo Hoàng Thái Cực tuần tra Đại Đồng, Sơn Tây, đánh bại viện quân của nhà Minh.
Năm thứ 9 (1635), nghe tin Lâm Đan Hãn - vị Đại Hãn cuối cùng của Mông Cổ đã chết, Hoàng Thái Cực phái ông cùng Đa Nhĩ Cổn suất lĩnh 10 vạn quân, đến khu vực Hà Sáo thuộc Hoàng Hà chiêu an dân chúng Sát Cáp Nhĩ. Lần này tiến quân, tiến triển thuận lợi, trước sau chiêu hàng được Na Mộc Chung, Tô Thái Thái hậu - Phúc tấn góa phụ của Lâm Đan hãn - và Ngạch Triết - con trai của Lâm Đan hãn. Khi xưa, Lâm Đan hãn từng có được Ngọc tỷ truyền quốc từ nhà Nguyên, trên có khắc 4 chữ ["Chế cáo chi bảo"; 制诰之宝]. Ông đem ngọc tỷ về dâng cho Hoàng Thái Cực, quần thần liền xin Hoàng Thái Cực theo các Đại hãn triều Nguyên tiến hành quân lâm thiên hạ, đăng cơ trở thành Hoàng đế. Sát Cáp Nhĩ vẫn còn chống đỡ ở Quy Hóa thành, ông một lần nữa suất quân đánh phá vùng biên giới Sơn Tây, hủy Ninh Vũ quan (宁武关), suất quân tiến nhập Đại Châu (代州), Hãn Châu.

### Phong Thân vương
Sùng Đức nguyên niên (1636), tháng 4, Hoàng Thái Cực xưng Đế, với quân công nhiều năm, lại là đích trưởng tử, ông được phong làm Hòa Thạc Túc Thân vương (和硕肃亲王), chưởng quản Hộ bộ. Không lâu sau, vì cùng Nhạc Thác có thái độ bất mãn với Hoàng Thái Cực mà bị hàng tước xuống Bối lặc (贝勒), giải trừ quản lý Hộ bộ, phạt một ngàn lượng bạc. Nhưng rất nhanh ông lại được trọng dụng, cùng Đa Nhĩ Cổn tấn công Cẩm Châu, tiếp tục quản lý Hộ bộ.
Tháng 12, Hoàng Thái Cực lấy lý do Triều Tiên vi phạm minh ước, thân chinh Triều Tiên. Hào Cách cũng cùng theo Hoàng Thái Cực xuất chinh. Ông cùng Đa Nhĩ Cổn từ Khoan Điện (宽甸) tiến vào Trường Sơn khẩu (长山口), đánh hạ Xương Châu (昌州), đại bại quân Triều Tiên tại An Châu, lại cử người đánh bại viện quân của Triều Tiên. Cùng lúc này, Nhạc Thác và Đa Đạc đuổi theo Triều Tiên Nhân Tổ Lý Tông đến Nam Hán Sơn thành (南漢山城, 남한산성), và vây khốn Lý Tông tại đây. Đại quân đến đươc Tuyên Truân thôn (宣屯村), dân chúng ở đấy nói rằng: "Tướng quân đóng thủ Hoàng Châu nghe tin Quốc vương bị vây khốn ở Nam Hán Sơn thành đã phái 15 ngàn quân đi cứu viện, đã xuất phát được 3 ngày". Hào Cách liền suất quân thần tốc một ngày một đêm, đuổi đến Đào Sơn, đánh bại viện binh Triều Tiên. Cuối cùng Triều Tiên Nhân Tổ phải đầu hàng nhà Thanh và ký Hòa ước Tam Điền Độ (三田渡, 삼전도), theo đó Lý Tông đã phải dập đầu cúi lạy tới chín lần đối với Hoàng Thái Cực. Tiếp theo, hai Vương tử trưởng của Lý Tông cũng bị đưa tới Trung Quốc như những tù nhân. Triều Tiên trở thành nước phiên thuộc của nhà Thanh vào năm 1636.
Năm thứ 3 (1638), Tháng 9, quân Thanh tiến vào nội địa, Hào Cách suất quân từ Đổng Gia khẩu (董家口) phá biên tường mà vào, đánh bại quân Minh ở Phong Nhuận. Đánh hạ được Sơn Đông, chiêu hàng được Cao Đường, một phen đánh thẳng đến Tào Châu (曹州), lại đánh hạ được Đông Quan
Năm thứ 4 (1639), tháng 4, đại quân khải hoàn về kinh, ông được Hoàng Thái Cực ban thưởng hai con ngựa, một vạn lượng bạc, tiếp tục quản lý Hộ bộ, phục phong Túc Thân vương (肃亲王). Ông lại cùng Đa Đạc đánh bại quân Minh tại Ninh Viễn, trảm đầu Minh tướng Kim Quốc Phượng (金国凤).

### Trận Tùng - Cẩm
Năm thứ 5 (1640), vì để trường kỳ vây khốn Cẩm Châu, Hoàng Thái Cực quyết định cho quân đóng ở phụ cận Nghĩa Châu. Ông phụng mệnh cùng Đa Nhĩ Cổn xây dựng đồn trú ở Nghĩa Châu, cắt đứt mạch đường đến Cẩm Châu, hạ được nhiều thành của quân Minh. Quân Minh bị tập kích nhiều lần liền đem quân phản kích, đánh vào đại doanh Tương Lam kỳ, nhưng đều bị Hào Cách đánh bại. Sau vì ông tự ý đi xa khỏi nơi đóng quân mà bị hàng tước xuống Quận vương (郡王).
Năm thứ 6 (1641), triều đình nhà Minh đã cử một tướng lĩnh có công trong việc trấn áp quân Lý Tự Thành là Hồng Thừa Trù, suất lĩnh 13 vạn quân lên quan ải giữ chức vụ "Tổng đốc Kế Liêu" (Kế Châu và Liêu Đông). Dù không thiên về phòng ngự chủ động như Viên Sùng Hoán, Hồng Thừa Trù cũng đã thực hiện nhiều phương án để củng cố và tăng cường tuyến phòng thủ Sơn Hải quan. Dù ở thế "án binh bất động", không có hoạt động quân sự nào đáng kể, quân Minh cũng đủ sức ngăn chặn sự phát triển của quân Thanh xuống phía Nam. Hào Cách đã theo lệnh của Hoàng Thái Cực dẫn Chính Lam kỳ của mình bao vây Cẩm Châu và Tùng Sơn cùng với Chính Bạch kỳ của Đa Nhĩ Cổn, Tương Bạch kỳ của Đa Đạc, Tương Lam kỳ của Tế Nhĩ Cáp Lãng, Chính Hồng kỳ của Đại Thiện, Tương Hồng kỳ của Nhạc Thác. Hồng Thừa Trù đột phá vòng vây bất thành, đành cố thủ trong Tùng Sơn thành.
Năm thứ 7 (1642), tướng quân nhà Minh là Hạ Thừa Đức vốn đang bị vây khốn ở Tùng Sơn, lén cho người đến đại doanh nhà Thanh xin hàng. Hào Cách phái hai cánh quân trái phải, dùng thang dây vào thành ngay trong đêm, quân Bát kỳ cứ lần lượt mà vào. Ngay ngày hôm sau, Tùng Sơn bị quân Thanh đánh hạ, bắt sống Hồng Thừa Trù, giết hơn trăm quan quân và hơn ngàn binh lính nhà Minh. Ông tiếp tục tiến quân đến Hạnh Sơn, hội quân với Tế Nhĩ Cáp Lãng, cùng nhau đánh hạ Tháp Sơn. Trận Tùng - Cẩm kết thúc với thắng lợi hoàn toàn của nhà Thanh.
Vì trong đại chiến Tùng - Cẩm có công lớn, ông được phục phong Túc Thân vương, ban thưởng một bộ yên ngựa, bảy thất Mãng đoạn.

### Bình định Tứ Xuyên
Thuận Trị nguyên niên (1644), tháng 4, vì ngôn từ xúc phạm Đa Nhĩ Cổn, ông bị Cố Sơn Ngạch Chân Hà Lạc Hội tố giác, cũng vì vậy mà bị cách tước. Lúc quân Thanh nhập quan, Hào Cách suất lĩnh đại quân vào thành. Tháng 10, nhà Thanh chính thức định đô ở Bắc Kinh, Nhiếp chính vương Đa Nhĩ Cổn và Thuận Trị Đế đại phong chư Vương, niệm tình Hào Cách có công bình định Trung Nguyên, phục phong cho ông tước vị Túc Thân vương. Cũng mùa đông năm này, ông lĩnh quân tiến vào Sơn Đông, bình định đám thổ khấu ở đây.
Năm thứ 3 (1646), Hào Cách được phong làm "Tĩnh Viễn Đại tướng quân" và Ngô Tam Quế thống soái đại quân Mãn Hán, toàn lực tiến đánh quân đội nông dân Đại Tây. Lúc này tham tướng Dương Triển của nhà Minh đã giành lại các châu huyện ở Xuyên Nam, đưa quân bắc tiến, cùng quân đội của Trương Hiến Trung giao chiến ở trấn Giang Khẩu, huyện Bành Sơn. Trương Hiến Trung đại bại, lui về Thành Đô. Dương Triển dần áp sát mặt nam của Thành Đô, Vương Ứng Hùng lại phái Tằng Anh làm tổng binh, Vương Tường làm tham tướng, liên quân tấn công, ngăn cản quân đội Đại Tây tiến xuống phía đông. Họ tấn công ráo riết quân đội nông dân, uy hiếp nặng nề chính quyền Đại Tây. Đối với việc này, Trương Hiến Trung lấy cứng chọi cứng, kiên quyết đánh trả. Tháng 5, Hào Cách soái quân Thanh chiếm được Hán Trung.
Tháng 7, vì muốn lên Thiểm Tây ở phía bắc nhằm chống lại quân Thanh, Trương Hiến Trung quyết định rời bỏ Thành Đô. Ông giết hết thê thiếp, con trai của ông còn nhỏ tuổi, cũng bị đánh chết. Ông nói với Tôn Khả Vọng: "Ta cũng là một anh hùng, không thể để con nhỏ lại cho người ta cầm tù, ngươi cuối cùng chính là thế tử của ta vậy. Nhà Minh đã 300 năm ở ngôi chính thống, chưa hẳn đã dứt, cũng là ý trời. Con trai của ta, nếu ngươi muốn về với nhà Minh, cũng không phải là hành vi bất nghĩa." Tiếp đó, Trương Hiến Trung chia quân của mình làm 4, rồi mệnh cho "4 vị tướng quân" (Tôn Khả Vọng, Lý Định Quốc, Lưu Văn Tú, Ngải Năng Kì) đều đưa hơn 10 vạn quân tiến đến Thiểm Tây. Giữa tháng 9, Trương Hiến Trung đưa quân rời khỏi Thành Đô, lên phía bắc chống lại quân Thanh. Tháng 11, Trương Hiến Trung đóng quân ở núi Phượng Hoàng, Tây Sung. Quân Thanh dùng phản tướng Lưu Tiến Trung của quân Đại Tây làm hướng đạo tiến vào Xuyên Bắc.
Năm thứ 3 (1646), 26 tháng 11, Hào Cách phái Phó Đô thống Chính Lam kỳ Ngao Bái, trang bị gọn nhẹ để tiến quân, hòng bất ngờ tập kích nghĩa quân. Rạng sáng ngày 27, quân Thanh cùng quân đội của Trương Hiến Trung cách khe Thái Dương đối mặt, lập tức phát động tấn công. Trương Hiến Trung lập tức ứng chiến, chỉ huy quân đội nông dân chia ra mã bộ 2 hướng đánh trả quân Thanh. Bấy giờ, đại quân của Hào Cách vừa đến, sai Tham lĩnh Cách Bố Khố đánh vào cánh phải, Đô thống Chuẩn Tháp tấn công cánh trái của nghĩa quân. Chiến đấu vô cùng kịch liệt, tướng lĩnh nhà Thanh là Cách Bố Khố bị giết chết, quân nông dân cũng tổn thất nặng nề.
Trương Hiến Trung không kịp chuẩn bị, nghe tin binh đến, chỉ khoác trên mình một chiếc áo chẽn dài chừng nửa cánh tay, hông giắt 3 mũi tên, dẫn nha tướng đến bờ sông quan sát hình thế. Lưu Tiến Trung chỉ cho tướng Thanh biết: "Đấy là Bác Đại vương!", tướng Thanh bắn tên ngầm, Trương Hiến Trung không may trúng tên, khi mất chưa tròn 40 tuổi.
Năm thứ 4 (1647), tháng 8, các huyện Tuân Nghĩa, Quỳ Châu, Mậu Châu, Vinh Xương, Long Xương, Phú Thuận, Nội Giang đều lần lượt được bình định. Thế cục tại Tứ Xuyên dần dần ổn định. Vì Tứ Xuyên những năm gần đây luôn xảy ra chiến loạn, xã hội gần như không phát triển, không thể giải quyết vấn đề tiền bạc và lương thực, Hào Cách đành suất lĩnh quân Mãn Hán vượt Thiểm Tây về kinh, lưu lại những hàng tướng nhà Minh là Vương Tuân Thản, Lý Quốc Anh trú thủ Tứ Xuyên.

### Bất hạnh qua đời
Vì bị tố cáo có âm mưu ám sát Đa Nhĩ Cổn, Hào Cách bị cách tước, giam vào ngục.
Năm Thuận Trị thứ 5 (1648), Hào Cách qua đời trong ngục, chung niên 40 tuổi. Sau khi ông mất, một số thê thiếp đều bị Đa Nhĩ Cổn thu lấy.
Năm thứ 8 (1651), Thuận Trị Đế thân chính, xử lý Đa Nhĩ Cổn, lật lại vụ án giải oan cho Hào Cách, đem Hà Lạc Hội lăng trì xử tử. Xét chiến công lúc sinh tiền, Hào Cách được truy thụy Túc Vũ Thân vương (肅武親王), lập bia tưởng niệm.
Năm Càn Long thứ 43 (1778), ông được đưa vào phối hưởng Thái miếu.

## Một số sự kiện

### Giết chết Đích Phúc tấn của mình
Sau khi Mãng Cổ Nhĩ Thái và Mãng Cổ Tế ám sát Hoàng Thái Cực không thành thì bị bắt giam. Đích Phúc tấn của Hào Cách là Cáp Đạt Na Lạp thị (哈達那拉氏) muốn nhờ Hào Cách xin Hoàng Thái Cực tha tội chết cho Mãng Cổ Tế nhưng vì sợ bị liên quỵ nên Hào Cách đã không đồng ý và lỡ tay giết chết chính thất của mình. Hoàng Thái Cực biết chuyện liền nổi giận lôi đình nhưng không nhẫn tâm trị tội của Hào Cách. Chỉ trừng phạt Hào Cách bằng cách không tận dụng ông trong vị trí lục bộ của nhà Thanh.

### Tranh giành ngôi báu
Sau cái chết của Hoàng Thái Cực năm 1643, Hào Cách và Đa Nhĩ Cổn (em trai của Hoàng Thái Cực) xảy ra cuộc chiến giành ngôi báu. Mặc dù Hào Cách có lợi thế tư cách trưởng tử của Đại hãn, trực tiếp kiểm soát ba kỳ (Chính Hoàng, Tương Hoàng và Chính Lam) do Hoàng Thái Cực trao lại; so với thế lực của Đa Nhĩ Cổn, vốn chỉ khống chế hai kỳ (Chính Bạch và Tương Bạch), nhưng Đa Nhĩ Cổn có uy vọng cao, lại được sự giúp sức của các em ruột của mình (A Tế Cách và Đa Đạc), nên có phần lấn lướt.
Trước tham vọng nắm ngôi Đại hãn của Đa Nhĩ Cổn, các Hòa thạc Bối lạc còn lại bèn liên minh với Hào Cách. Với sự liên minh của các kỳ Chính Hồng, Tương Hồng (do Đại Thiện và con trai Thạc Thác quản lý) và Tương Lam (do Tế Nhĩ Cáp Lãng quản lý), cũng như sự ủng hộ từ các đại thần như Sách Ni, Ngao Bái, Át Tất Long, Đồ Nhĩ Cách,... dù binh lực hơn gấp đôi phe Đa Nhĩ Cổn (43.500 người so với 19.500 người), nhưng Hào Cách lại là một người thiếu quyết đoán, chỉ duy trì được thế cục giằng co. Nhưng ngay chính Đa Nhĩ Cổn cũng không thể thực hiện thành công ý định của mình do ảnh hưởng công lao của Hoàng Thái Cực quá lớn, nhiều quý tộc trong 6 kỳ liên minh muốn duy trì được địa vị trong Bát kỳ phản đối. Cuối cùng, giải pháp thỏa hiệp là phò lập con trai thứ 9 của Hoàng Thái Cực mới 6 tuổi là Phúc Lâm (顺治) lên ngôi Hoàng đế, lấy hiệu là Thuận Trị. Duệ Thân vương Đa Nhĩ Cổn và Trịnh Thân vương Tế Nhĩ Cáp Lãng cùng phụ chính.

### Bị vu cáo ám sát Đa Nhĩ Cổn
Mặc dù Thuận Trị Đế nắm quyền, xích mích giữa Hào Cách và Đa Nhĩ Cổn vẫn không chấm dứt. Nhiều người tin rằng Đa Nhĩ Cổn đã sắp đặt cuộc chiến giành quyền lực với Thuận Trị Đế khi Thuận Trị Đế đã sang tuổi trưởng thành nhưng kế hoạch bị bại lộ bởi Đa Đạc, một người em khác của Đa Nhĩ Cổn. Hào Cách bị tướng dưới trướng là Hà Lạc Hội phản bội và vu cáo có ý muốn ám sát Đa Nhĩ Cổn, sau đó Hào Cách bị bắt và ép chết trong ngục.

## Gia quyến

### Thê thiếp

#### Đích Phúc tấn
- Nguyên phối: Cáp Đạt Na Lạp thị (哈達那拉氏), con gái của Cáp Đạt Bối lặc Ngô Nhĩ Cổ Đại và Mãng Cổ Tế – Hoàng nữ của Nỗ Nhĩ Cáp Xích, bị giết bởi chính Hào Cách do sự bất phục của mẹ bà với Hoàng Thái Cực.
- Kế thất: Bác Nhĩ Tế Cát Đặc thị (博爾濟吉特氏), nguyên danh Đỗ Lặc Mã (杜勒玛), con gái của Khoa Nhĩ Thấm Tả dực hậu kỳ Bối lặc Đống Quả Nhĩ (栋果尔), cháu nội của Bối lặc Minh An (明安). Bà là cháu họ của Hiếu Đoan Văn Hoàng hậu và là em họ của Hiếu Trang Văn Hoàng hậu, kết hôn năm 1636 sau cái chết của chính thất.

#### Trắc Phúc tấn
- Nạt Lạp thị (納喇氏), con gái của Thai cát Hách Lễ (赫礼).
- Thạc Long Vũ thị (碩隆武氏), con gái của Đức Nhĩ Hách Lễ Tha Bố Nang (德尔赫礼他布囊).
- Cát Nhĩ Nhạc Đại thị (吉爾岳岱氏), con gái của Bố Mặc Hỗ Di Cát (布穆祜台吉).
- Bác Nhĩ Tế Cát Đặc thị (博爾濟吉特氏), em gái Đích Phúc tấn của Đa Nhĩ Cổn và tái giá với ông sau khi Hào Cách qua đời.
- Đài Ti Na (苔丝娜), nguyên là Đài Ti Na Bá Kỳ Phúc tấn của Lâm Đan hãn, cải giá với Hào Cách sau khi quy thuận nhà Thanh năm Thiên Thông thứ 9. "Bá Kỳ" trong tiếng Mông Cổ là danh xưng dành cho con gái của các Thủ lĩnh Bộ lạc.

#### Thứ Phúc tấn
- Ninh Cổ Tháp thị (宁古塔氏), con gái của Tá lĩnh Tha Khắc Đồ (他克图).
- Tây Lâm Giác La thị (西林觉罗氏), con gái của Nam tước Ninh Nhĩ Nạp (宁尔纳).
- Tây Lâm Giác La thị (西林觉罗氏), con gái của Tá Lĩnh Thái Nhĩ Khang (泰尔康).
- Hoàng thị (黄氏), con của Hoàng Nghiệp Thẫm (朝鲜黄业沁), gốc Triều Tiên, tự thiêu mà chết.
- Đài Ti Nã (苔丝娜), không rõ gốc gác.

#### Thứ thiếp
- Qua Nhĩ Giai thị (瓜爾佳氏), con gái của Lạc Nhĩ Hách Nạp (乐尔赫纳).
- Ngưu thị (牛氏), con gái của Chư Nhĩ Mật (诸尔密).
- Na Lạp thị (那拉氏), con gái của Đặc Mục (特穆).
- Y Nhĩ Căn Giác La thị (伊爾根覺羅氏), con gái của Hàng Tố (杭素).
- Vương thị (王氏), con gái của Vương Minh (王明).

### Hậu duệ

#### Con trai
1. Tề Chính Ngạch (齐正额; 1635 - 1677), mẹ là Thứ thiếp Y Nhĩ Căn Giác La thị. Bị đuổi khỏi Hoàng tộc, vô tự.
2. Quốc Thái (國泰; 1639 - 1701), mẹ là Thứ Phúc tấn Hoàng thị. Được phong Phụ quốc Tướng quân (輔國將軍), sau bị tước. Có bảy con trai.
3. Ác Hách Nạp (握赫纳; 1640 - 1662), mẹ là Thứ Phúc tấn Hoàng thị. Được phong Phụ quốc Tướng quân (輔國將軍), Có một con trai.
4. Phú Thụ (富绶; 1644 - 1669), mẹ là Kế Phúc tấn Bác Nhĩ Tế Cát Đặc thị. Năm 1651 được thế tập tước vị của Hào Cách, được phong Hiển Thân vương (显親王). Sau khi qua đời được truy thụy Hiển Ý Thân vương (显懿亲王). Có tám con trai.
5. Mãnh Nga (猛峩; 1644 - 1674), mẹ là Trắc Phúc tấn Thạc Long Vũ thị. Năm 1657 được phong làm Ôn Quận vương (溫郡王). Sau khi qua đời được truy thụy Ôn Lương Quận vương (溫良郡王). Có ba con trai.
6. Tinh Bảo (星保; 1644 - 1686), mẹ là Trắc Phúc tấn Ninh Cổ Tháp thị. Được phong làm Đầu đẳng Thị vệ (頭等侍衛). Có ba con trai.
7. Thư Thư (舒书; 1646 - 1685), mẹ là Thứ thiếp Y Nhĩ Căn Giác La thị. Có bảy con trai.

#### Con gái
| #  | Tước hiệu | Sinh | Mất  | Mẹ                                                            | Hôn phối                                          | Ghi chú                   |
| -- | --------- | ---- | ---- | ------------------------------------------------------------- | ------------------------------------------------- | ------------------------- |
| 1  |           | 1631 | 1692 | Qua Nhĩ Giai thị                                              | Đạt Thế Hiền (達世賢) thuộc Triệu Giai thị.       |                           |
| 2  | Quận quân | 1636 | 1680 | Trắc Phúc tấn Thạc Long Vũ thị                                | Nặc Nhĩ Bố (諾爾布) thuộc Bác Nhĩ Tế Cát Đặc thị. |                           |
| 3  |           | 1638 | 1646 | Trắc Phúc tấn Nạp Lạt thị                                     |                                                   |                           |
| 4  |           | 1638 | 1667 | Vương thị                                                     | Anh Tích Bố (英錫布) thuộc Mã Giai thị.           |                           |
| 5  | Quận chúa | 1638 | 1652 | Trắc Phúc tấn Thạc Long Vũ thị                                | Hoa Thiện (華善), ông nội của Qua Nhĩ Giai thị.   |                           |
| 6  |           | 1638 | 1693 | Ngưu thị                                                      | Tôn Chư (孫諸) thuộc Mã Giai thị.                 |                           |
| 7  | Quận quân | 1641 | 1703 | Thứ Phúc tấn Hoàng thị                                        | Tĩnh Nam vương Cảnh Tinh Trung (耿精忠).          | Từng được phong Quận chúa |
| 8  |           | 1641 | 1701 | Thứ Phúc tấn Tây Lâm Giác La thị (con gái của Ninh Nhĩ Nạp)   | A Cáp Bố (阿哈布) thuộc Na Lạp thị.               |                           |
| 9  |           | 1644 | 1661 | Thứ Phúc tấn Tây Lâm Giác La thị (con gái của Thái Nhĩ Khang) | Bác Lỗi (博磊) thuộc Hách Xá Lý thị.              |                           |
| 10 |           | 1646 | 1677 | Ngưu thị                                                      | Sát Bích (察璧) thuộc Y Nhĩ Căn Giác La thị.      |                           |
| 11 |           | 1646 | 1692 | Thứ Phúc tấn Tây Lâm Giác La thị (con gái của Thái Nhĩ Khang) | Ngự sử Trương Vấn (張問).                         |                           |

## Trong văn hoá đại chúng
| Năm  | Tác phẩm                                         | Diễn viên                 |
| 1987 | Mãn Thanh tập tam hoàng triều (满清十三皇朝)     | Dương Đắc Thời (杨得时)   |
| 1992 | Nhất đại Hoàng hậu Đại Ngọc Nhi (一代皇后大玉儿) | Đại Mạnh Quang (徐孟光)   |
| 2001 | Cách cách yêu xuất giá (格格要出嫁)              | Vương Vĩ Quang (王伟光)   |
| 2003 | Hiếu Trang bí sử (孝庄秘史)                      | Lục Quân (陆军)           |
| 2005 | Minh mạt phong vân (明末风云)                    | Đinh Chính Dũng (丁正勇)  |
| 2005 | Sóng gió Đại Thanh (大清风云)                    | Lô Tinh Vũ (卢星宇)       |
| 2008 | Thập đại kỳ oan (十大奇冤)                       | Lý Tinh (李晶)            |
| 2012 | Sơn hà luyến Mỹ nhân vô lệ                       | Vương Kim Đạc (王今铎)    |
| 2012 | Thâm cung điệp ảnh (深宫谍影)                    | Trương Đan Phong (张丹峰) |
| 2014 | Đại Ngọc Nhi truyền kì                           | Vạn Phái Hâm (万沛鑫)     |